# Orthocentrus patulus
Orthocentrus patulus là một loài tò vò trong họ Ichneumonidae.